# Museo Zoológico del Instituto de Zoología de la Academia de Ciencias de Rusia

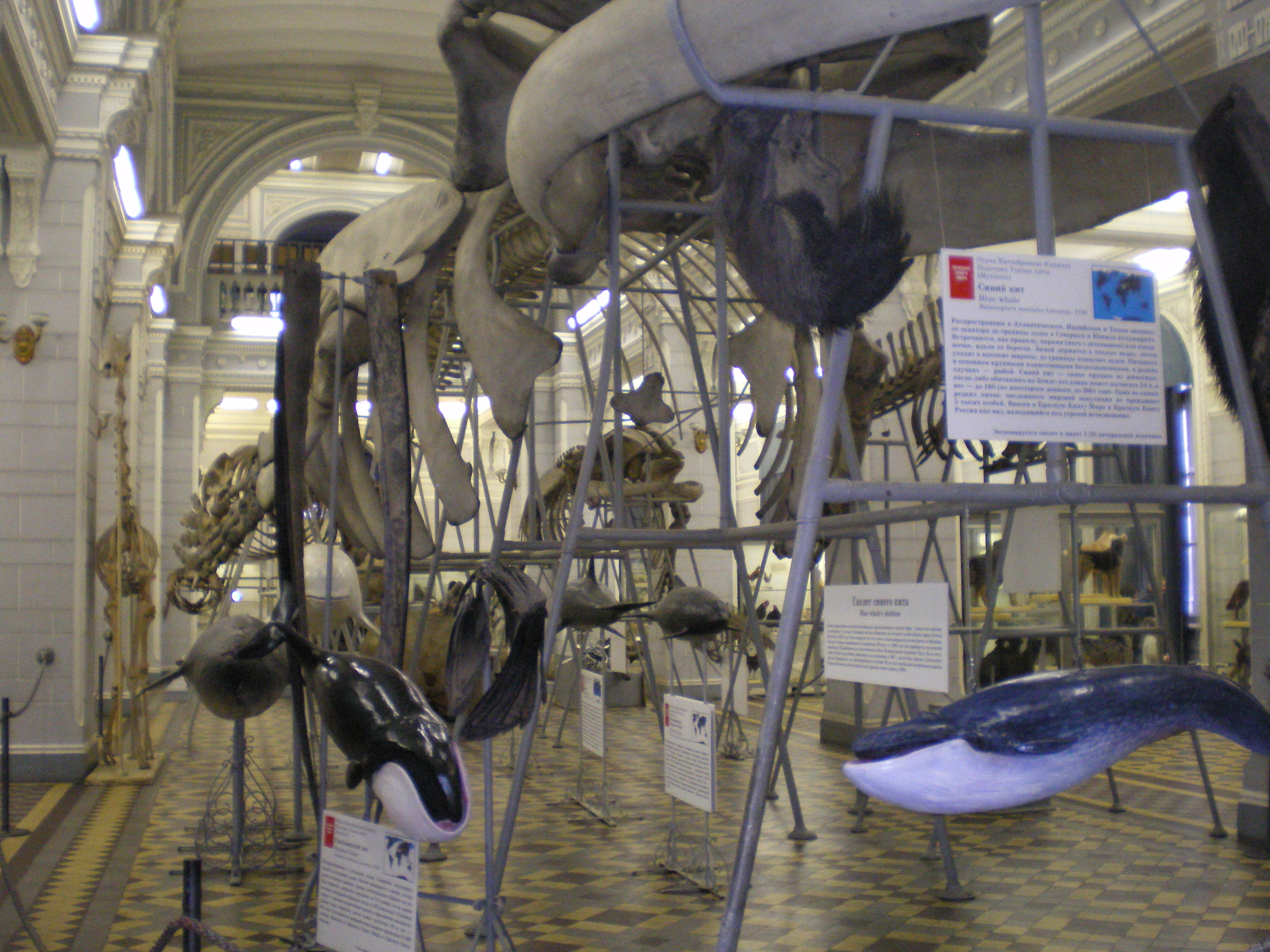
La primera sala de exhibición, está dedicada a mamíferos marinos

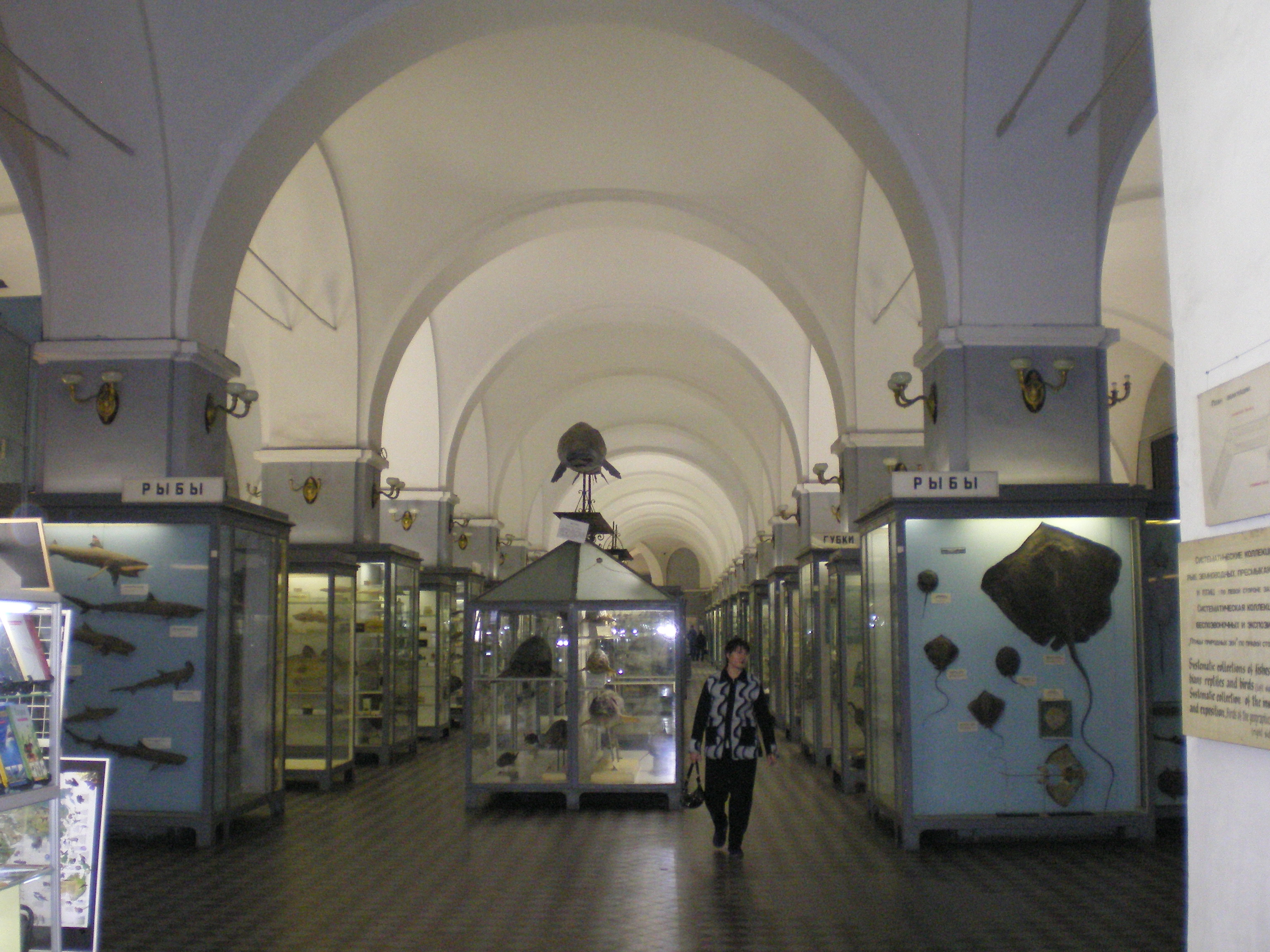
La segunda sala está dedicada a los peces

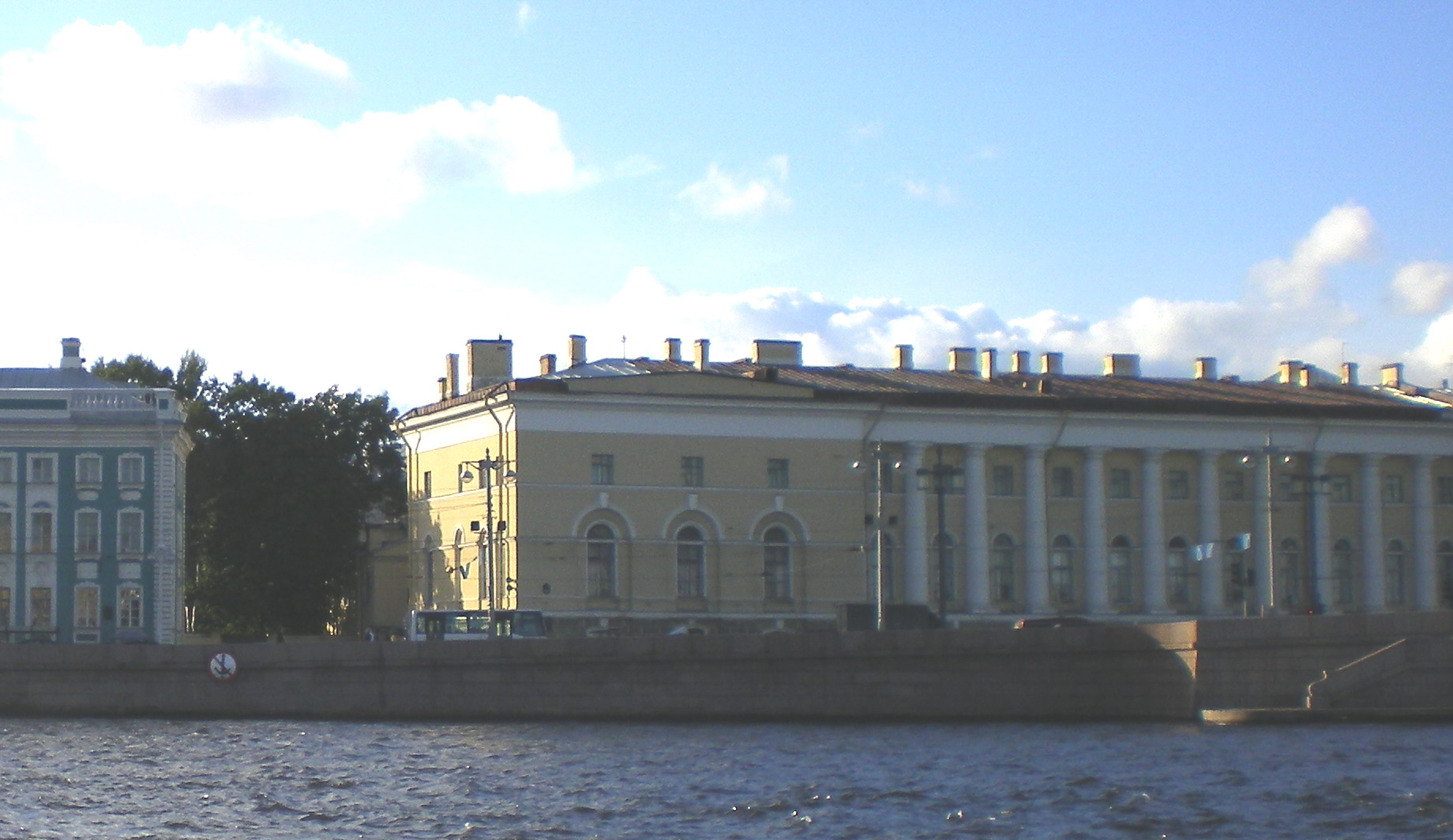
El edificio del museo (a la derecha)

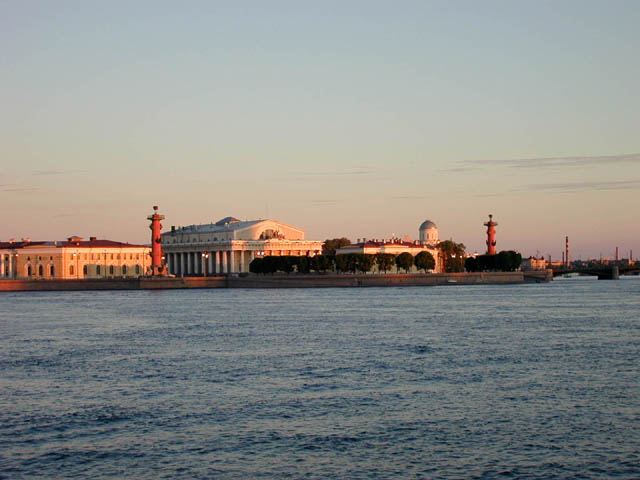
El almacén sur (a la izquierda)

El Museo de Zoología o Museo Zoológico del Instituto de Zoología de la Academia de Ciencias de Rusia es un museo de historia natural dedicado principalmente al estudio de la fauna. Está regido por la Academia de Ciencias de Rusia y está situado en el terraplén Universitetskaya de San Petersburgo. Es uno de los diez mayores museos de historia natural del mundo.

## Historia
El origen del museo se remonta al kunstkamera de Pedro el Grande que incluía especímenes zoológicos. En el año de 1721 la Kunstkamera, un cuartos de maravillas de Pedro I, se convirtió en el museo. Un catálogo impreso de sus objetos fue publicado en 1742; enlistaba especímenes de zoología, botánica, geología y antropología además de contener un álbum de aguafuertes del edificio y planos de algunas de sus secciones.
En el año 1766 Peter Simon Pallas, miembro de la academia de ciencias de Rusia, fue nombrado curador de zoología. En 1832 las colecciones de zoología fueron separadas del Kunstkamera y en 1896 fueron mudadas, cerca de su ubicación actual, el antiguo almacén sur de la Antigua Bolsa de San Petersburgo (construida de 1826 a 1832). Las labores del traslado duraron cinco años y el zar Nicolás II inauguró oficialmente el nuevo edificio el 6 (19) de febrero de 1901. En 1931 el instituto de zoología fue instaurado dentro de la Academia de ciencias y con él fue creado también el museo.

## Exhibiciones
Al frente del salón principal del museo, se encuentra un monumento a Karl Ernst von Baer, y en este salón se encuentra la exhibición de la colección zoológica que perteneció al kunstkamera adquirido por Pedro el Grande a inicios del siglo XVIII, así como los esqueletos de diversos cetáceos entre los que destaca, al centro de ellos,  el de una ballena azul de 27 metros de largo, también se exhiben pinnípedos disecados, arriba de este salón se encuentra una galería dedicada a la exhibición de insectos. La segunda y tercera salas forman una galería con colecciones y dioramas que datan de inicios del siglo XX y se ubican a la izquierda de la sala principal. La segunda sala alberga la colección de peces, anfibios, reptiles, aves e invertebrados, unos disecados, otros preservados en formol o los esqueletos de unos o las conchas de otros. La colección de mamíferos, que incluye ejemplares de mamut lanudo se exhibe en la tercera sala. En cuanto a la colección de mamuts es probablemente la mejor del mundo ya que cuenta con el único mamut disecado, las momias de un par de mamuts bebés en extraordinario estado de conservación y el esqueleto de un Archidiskodon meridionalis o Mammuthus meridionalis, el mayor mamut de los que están en exposición en los museos del mundo.

## Galería

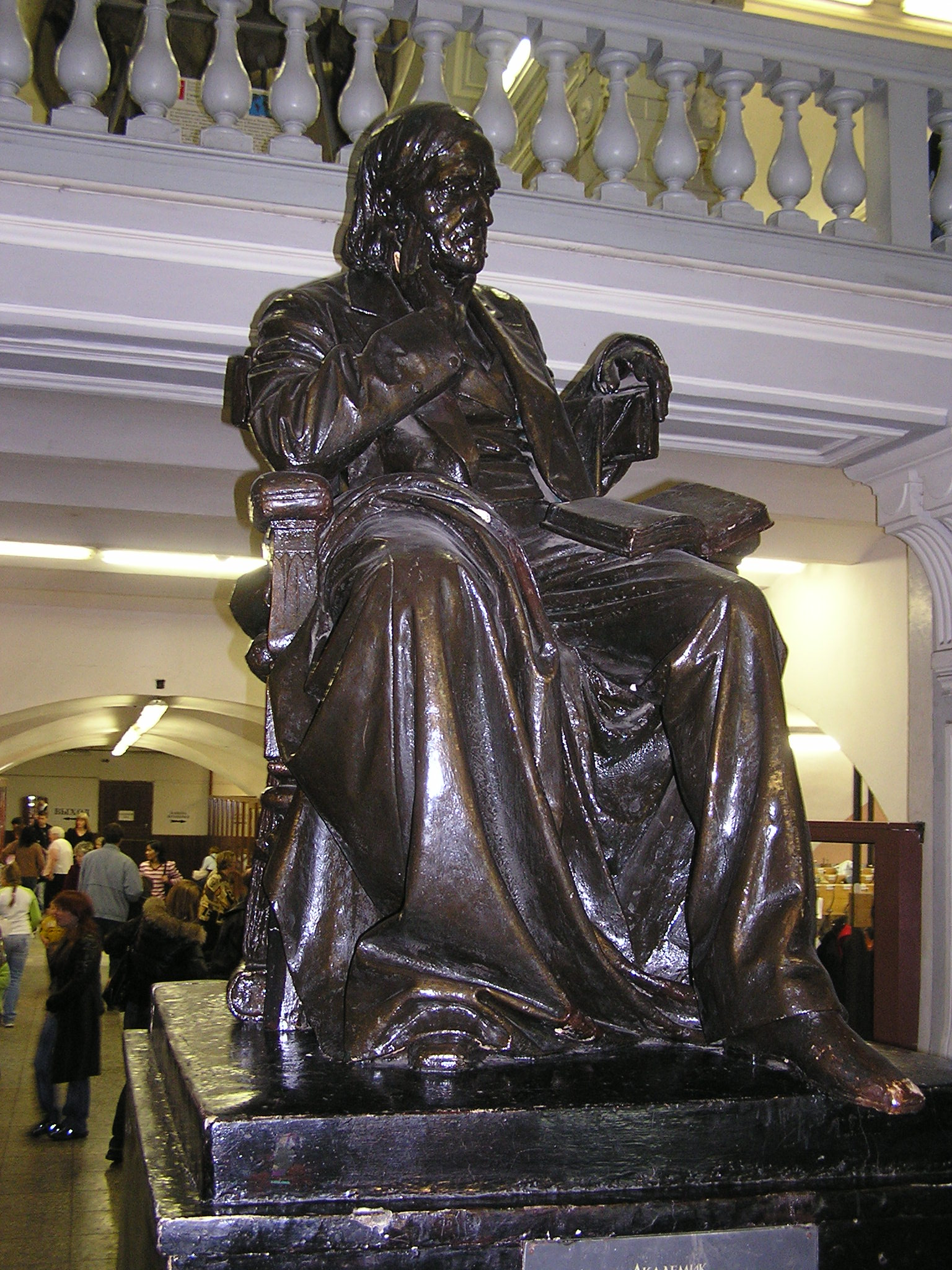
Karl Ernst von Baer
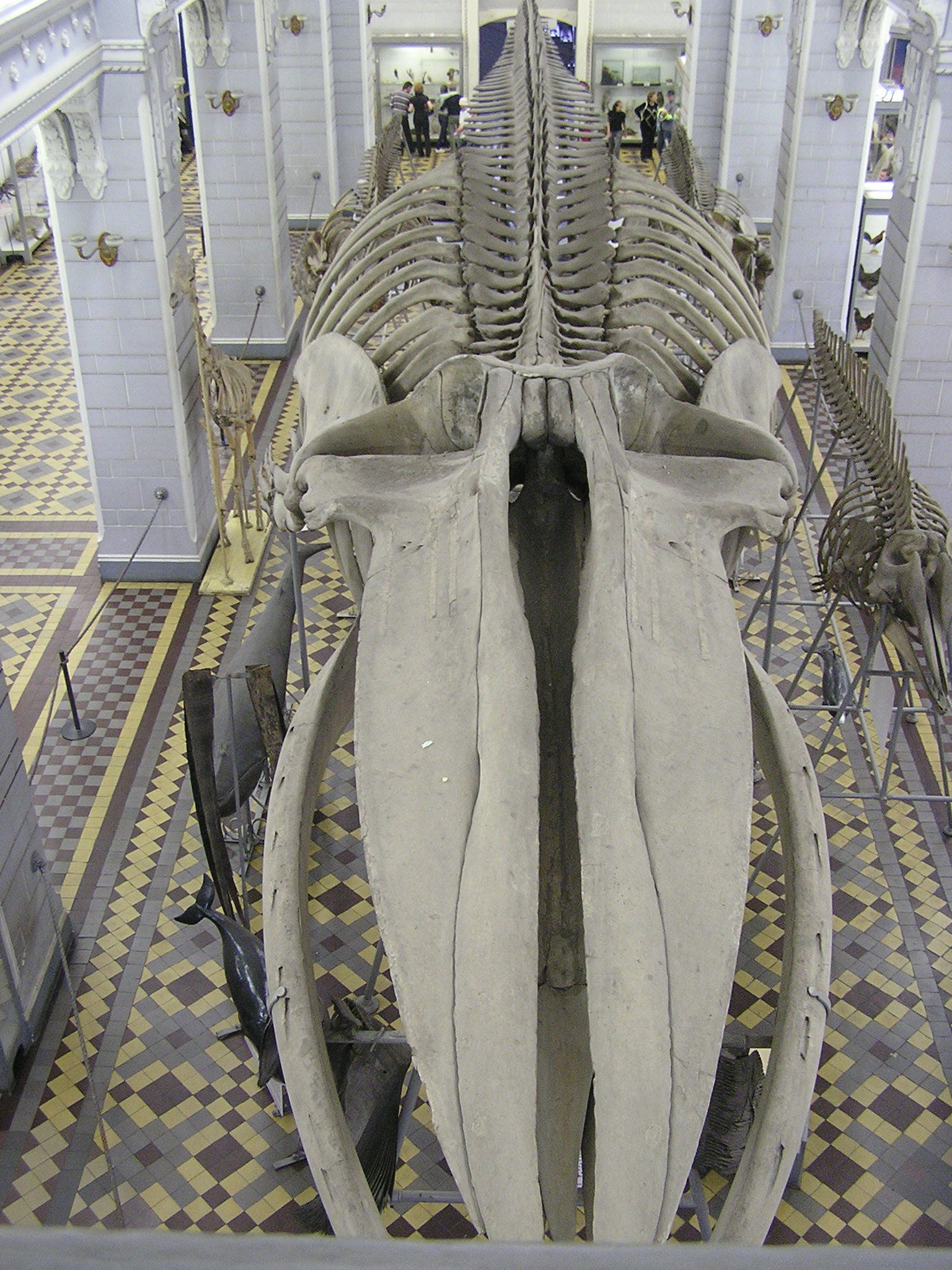
El enorme esqueleto de una ballena azul
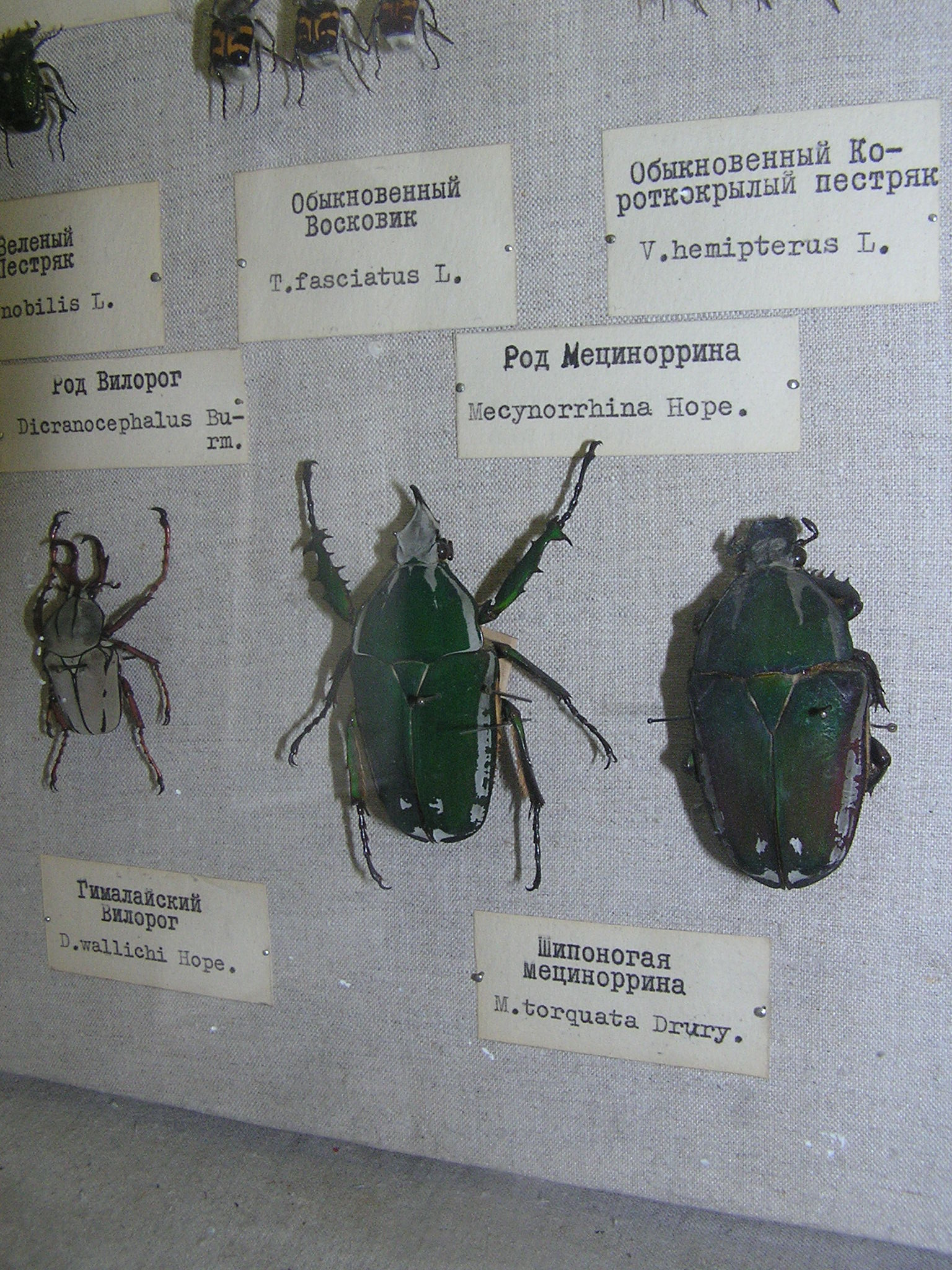
Colección entomológica
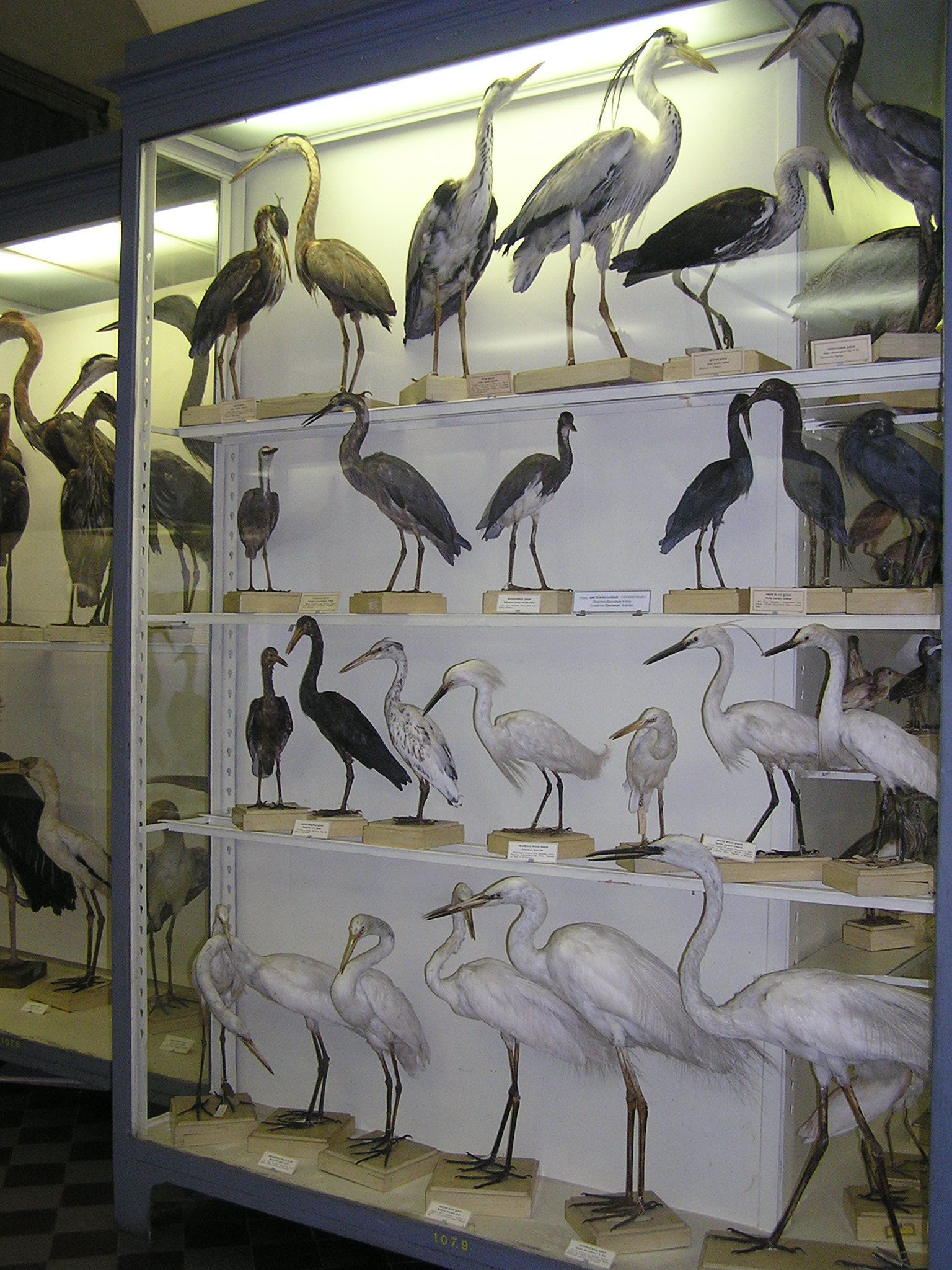
Garzas disecadas
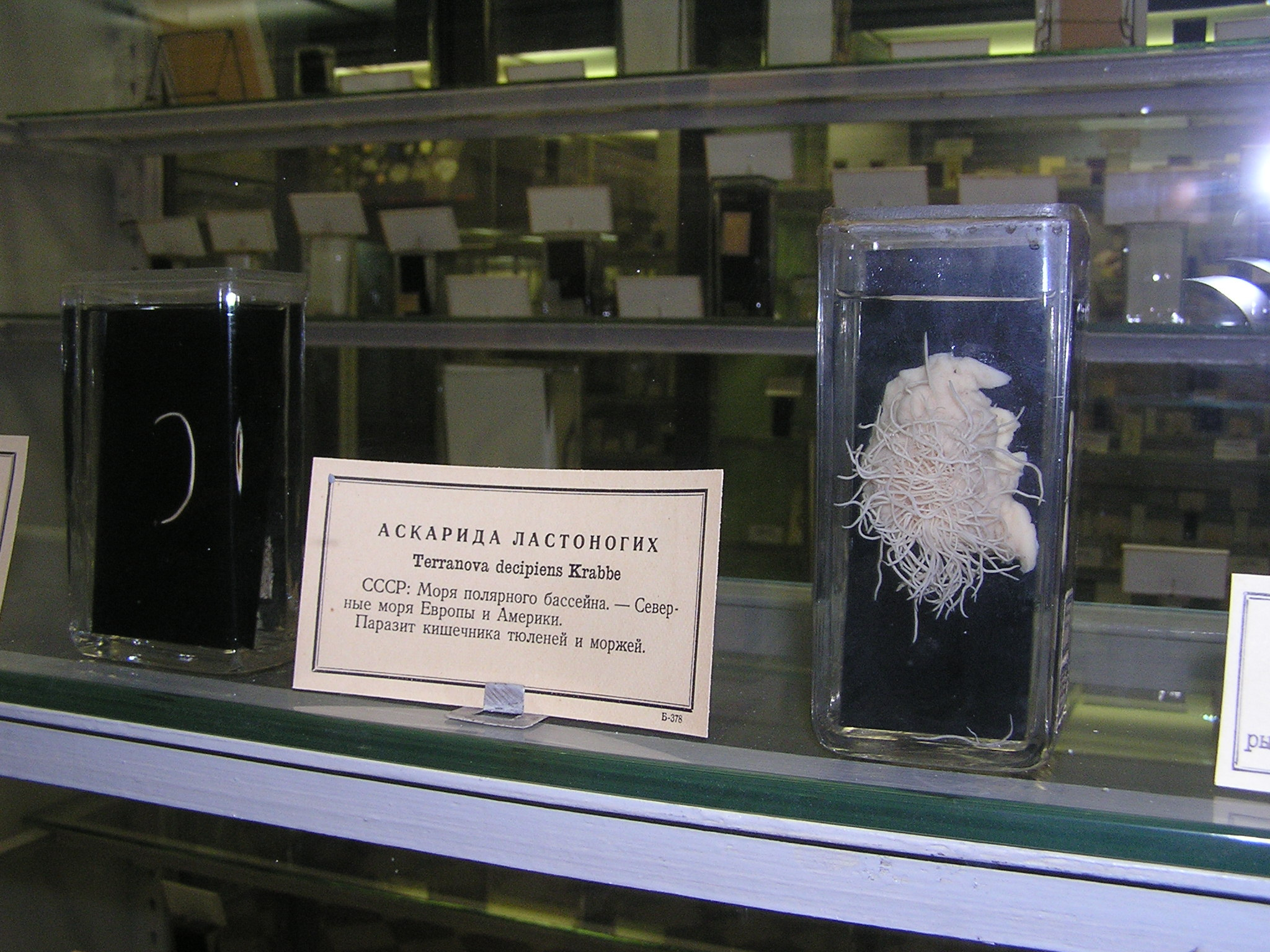
nematodos
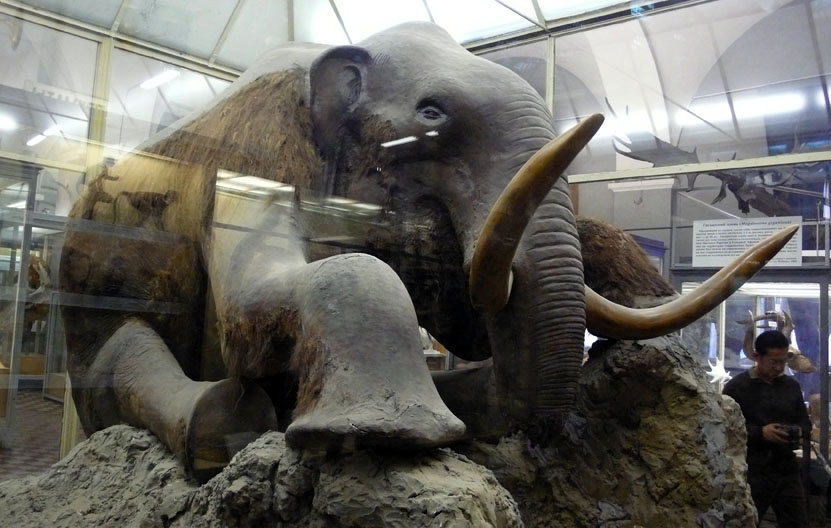
El único mamut disecado del mundo
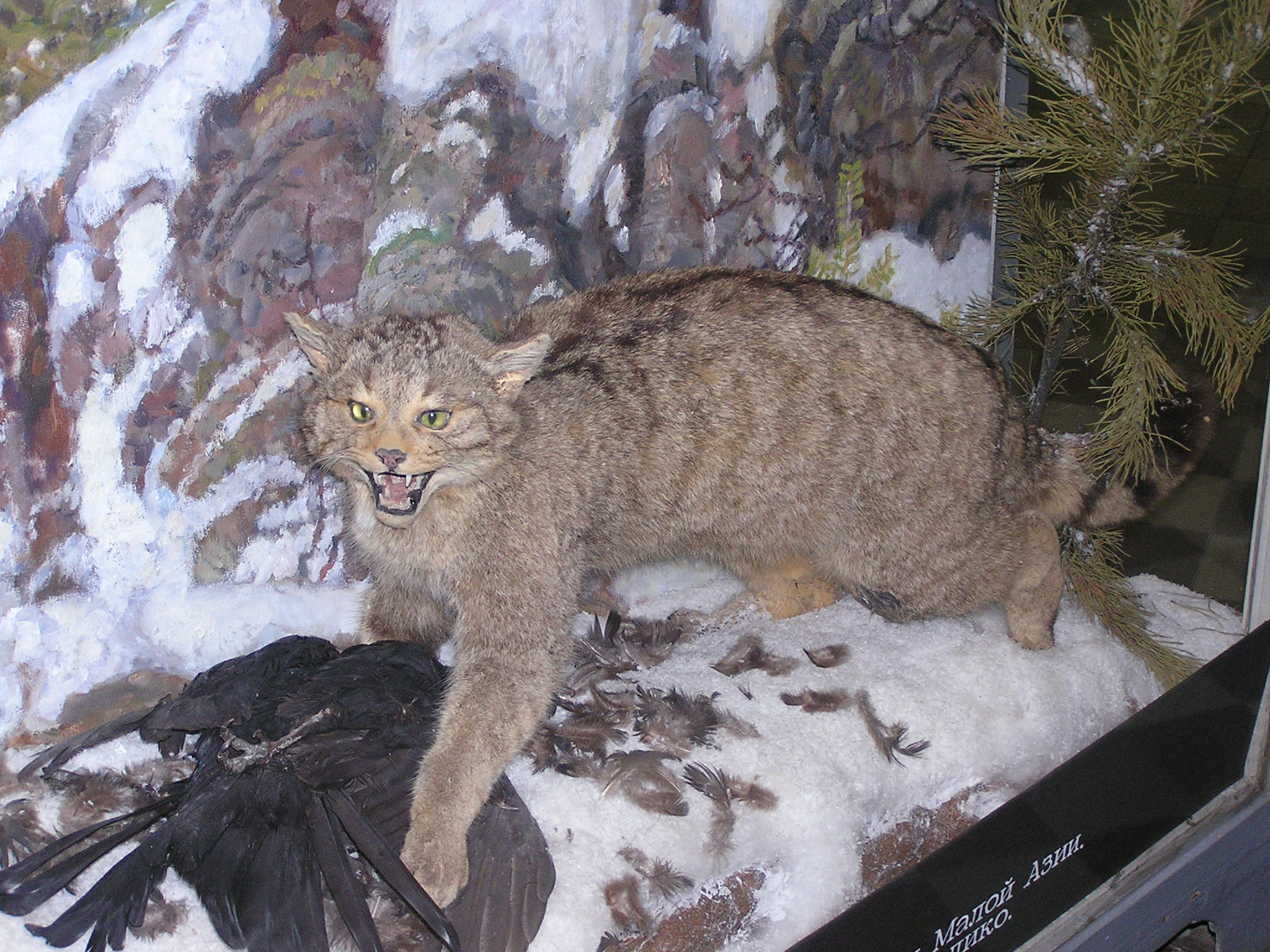
Un pequeño diorama
El mamut bebé llamado: Dima
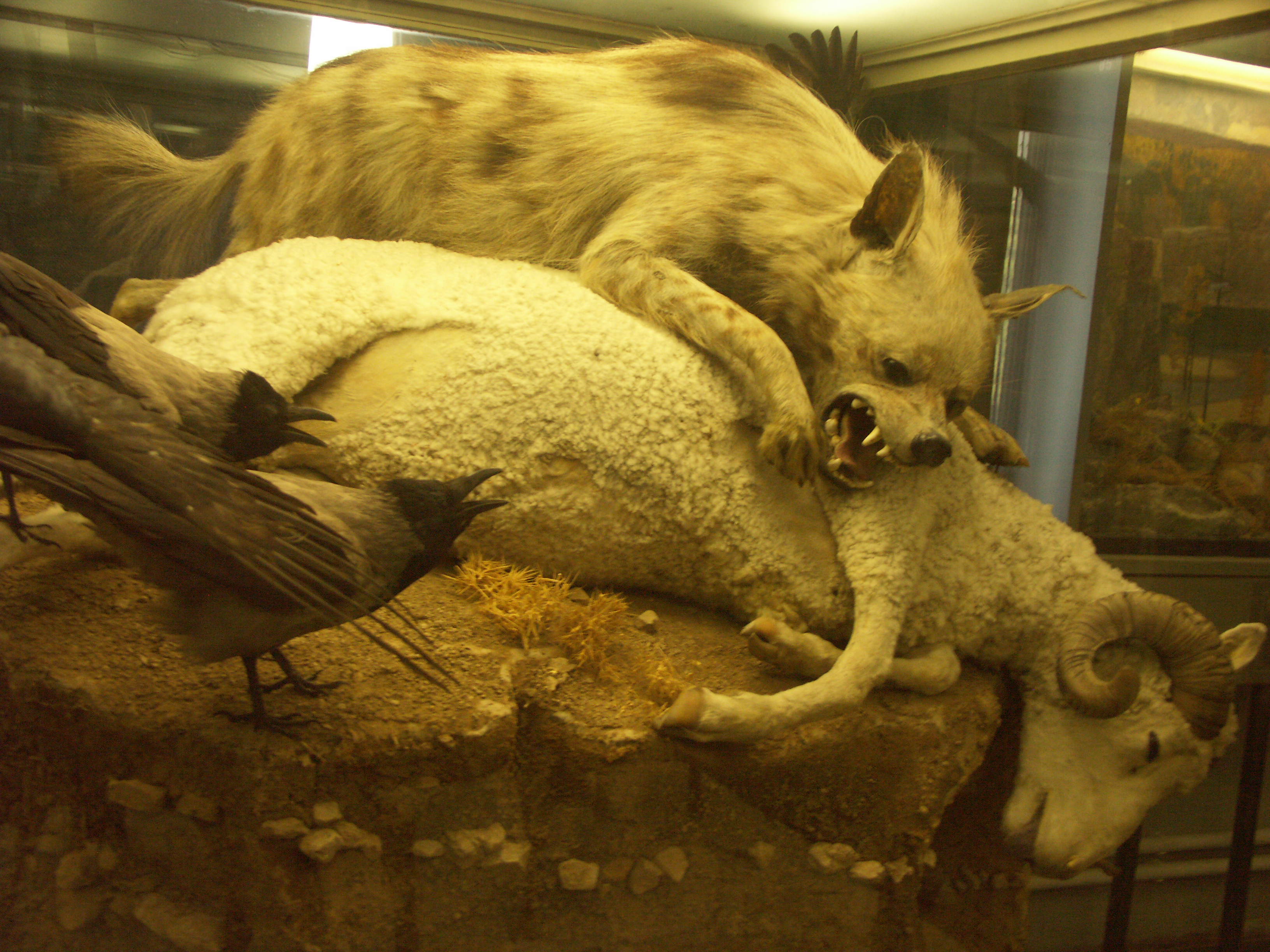
hiena rayada
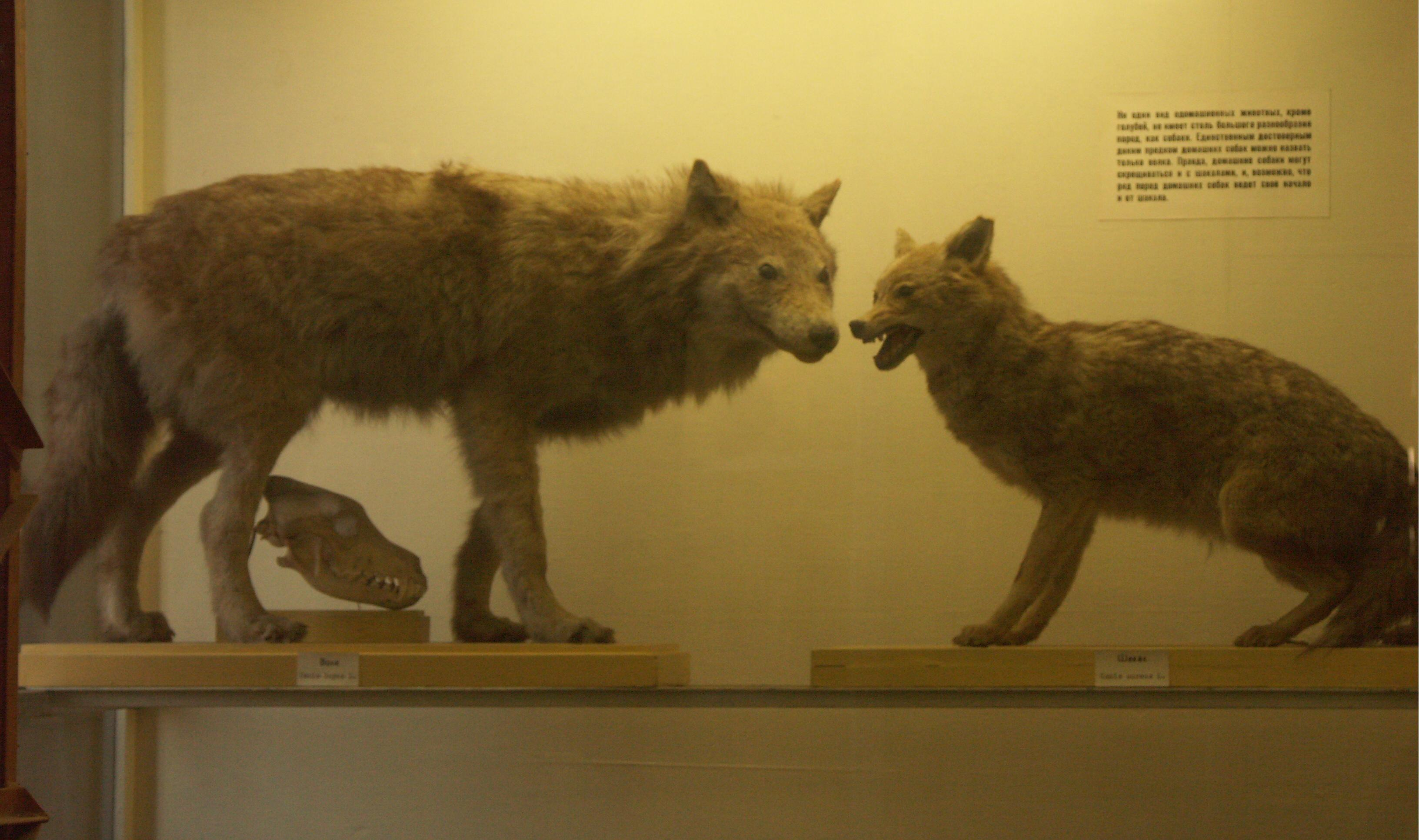
lobo gris y chacal dorado
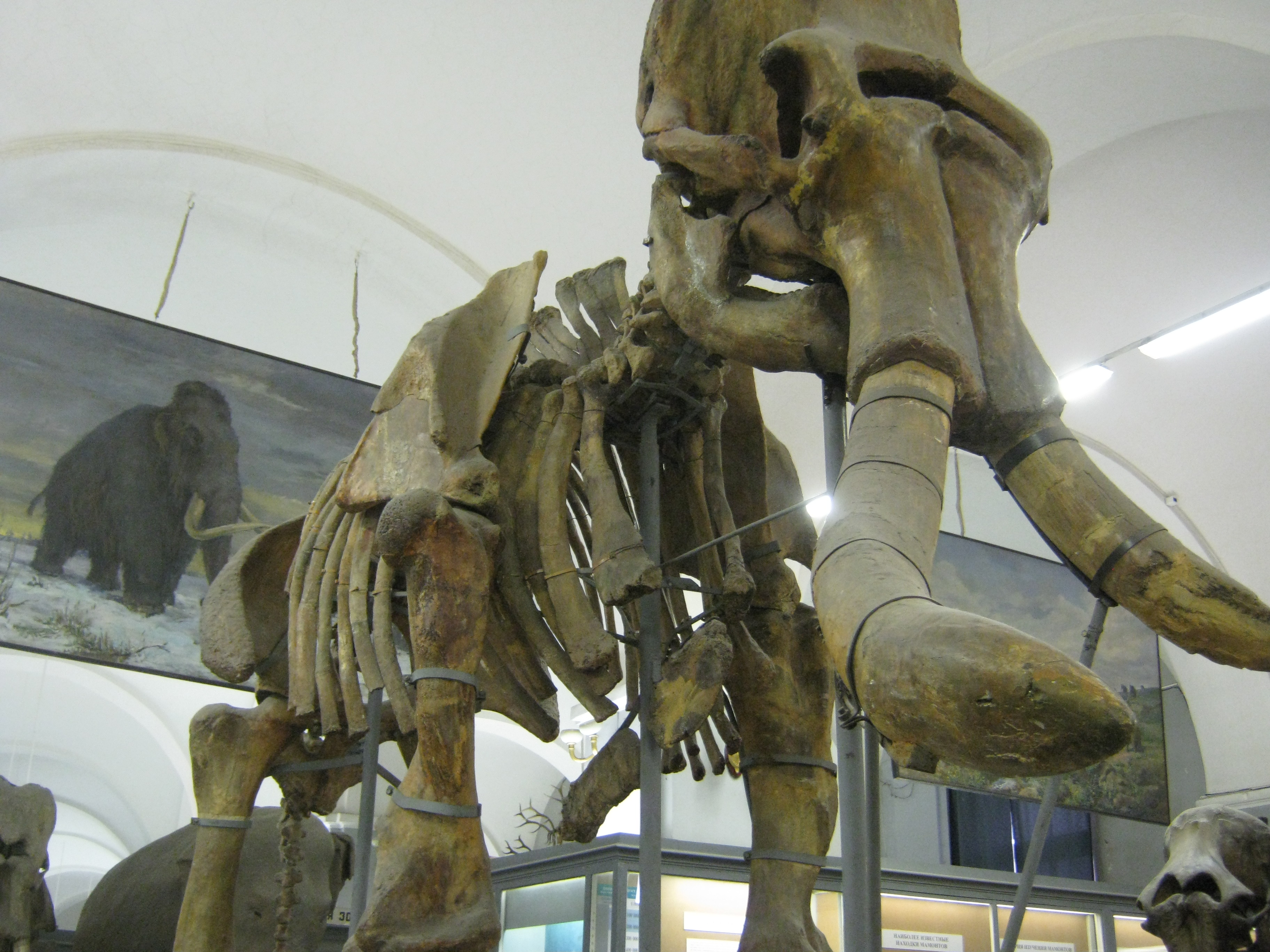
mamut meridional

## Fuente
- El presente artículo fue elaborado a partir de la traducción de la versión en inglés apoyado en la Licencia Creative Commons Atribución Compartir Igual 3.0